# Ana Turpin
Ana Turpin Fernández est une actrice espagnole née le 9 janvier 1978 en Galice. 

## Filmographie
- 2002 : O'Donnell 21 : Lola
- 2002 : El florido pensil
- 2005 : Hot Milk : Esther
- 2005 : Toma nota
- 2008 : Trío de Ases, el Secreto de la Atlántida : Claudia